# Ермолинские
Ермолинские — древний русский дворянский род, отрасль древнего польского рода (пол. Jarmoliński) Ярмолинских, герба Корчак. 
Род Ермолинских внесён в VI и I части родословных книг Смоленской и Тверской губерний. 

## Генеалогия
Родоначальником был потомок кроатских деспотов Ходько , который пришёл служить к польскому королю Владиславу Ягеллу. За свои заслуги он получил от короля деревню Ермолинцы (Ярмолинцы) на реке Смотриче, вблизи с Каменец-Подольским, с правом именоваться паном Ермолинским — об этом свидетельствует патент, полученный Ходько (1407) из Кракова, написанный русскими буквами на пергаменте. Уже при его сыне Александре, деревня разрослась так, что стала называться местечком. От внука Ходько, Фёдора Александровича, пошёл род Сутковских. 
Потомок Ходько в восьмом поколении, Семён Иванович, после взятия Смоленска принял русское подданство и был пожалован (1656) поместьями. 

## Известные представители рода
- Ермолинский, Григорий Иванович (1808 — после 1863) — генерал-лейтенант флота в отставке.
- Ермолинский, Николай Иванович (1820—1893) — тайный советник.
  - Ермолинский, Николай Николаевич (1869—1919) — генерал-майор, генеалог, шталмейстер двора вел. кн. Константина Константиновича и вел. кн. Елизаветы Маврикиевны, воспитатель князей Олега и Игоря Константиновичей[2].

## Описание герба
В червлёном щите три серебряных, один меньше другого, пояса (польский герб Корчак).
Щит увенчан дворянским коронованным шлемом. Нашлемник: выскакивающая вправо из золотой чаши серебряная собака с червлёными, глазами и языком. Намёт: червлёный с серебром. Щитодержатели: два серебряных грифа с червлёными глазами и языками. Герб рода Ермолинских внесён в Часть 19 Общего гербовника дворянских родов Всероссийской империи, стр. 17.